# Bob Baker (musicoloog)
Bob Baker is een Amerikaans musicoloog, schrijver en muzikant. Hij wordt gezien als pionier van de marketing van indiemuziek. Baker heeft meerdere termijnen als president van de St. Louis Publishers Association opgetreden.

## Standpunten
In 2007 sloot de FCC een overeenkomst met vier grote radiomaatschappijen. Volgens de overeenkomst moest een deel van de zendtijd besteed worden aan onafhankelijke muzikanten. Een van deze radiomaatschappijen, Clear Channel Communications, keerde geen royalty's uit aan onafhankelijke muzikanten in ruil voor het uitzenden van hun muziek. Tijdens een uitzending van het radioprogramma Morning Edition op NPR gaf Baker aan dat hij bereid was om zijn muziek onder deze voorwaarden te laten uitzenden. Volgens hem geeft de extra aandacht gelegenheid om op andere manieren inkomsten te genereren: "So are you really worse off than you were before? Because once you have the attention of an audience (...) you can leverage that and turn it into revenue in other ways."
In een artikel uit 2009 in de Britse krant The Guardian over "synchronisatie", het laten opnemen van muziek in audiovisuele media waaronder games, advertenties, televisieseries en films, wijst Baker op het feit dat mediaproducenten kwalitatief hoogwaardige indiemuziek aan hun producten kunnen toevoegen voor minder geld: "Media companies now realise that a lot of high-quality music exists in the indie world (...) [a]nd they can get that good music for less money and with less paperwork than dealing with high-profile acts."